# Slag bij Irish Bend
De Slag bij Irish Bend vond plaats op 14 april 1863 in het zuiden van Louisiana tijdens de Amerikaanse Burgeroorlog. Andere namen voor deze slag zijn de Slag bij Nierson’s Wood of de Slag bij Franklin.

## Achtergrond
Terwijl twee divisies van het Noordelijke XIX korps naar Alexandria oprukten, was de derde divisie in de vijandelijke achterhoede geland. Daar hoopt Banks het Zuidelijke leger te kunnen insluiten. Taylor slaagde er evenwel in zijn troepen bij Fort Bisland te evacueren. De volgende confrontatie was de slag bij Irish Bend twee dagen later.

## De slag
In de ochtend van 13 april 1863 landde Grovers divisie in de nabijheid van Franklin. Daar versloeg hij de Zuidelijke eenheden die zijn divisie aanvielen. Grover zou de volgende morgen Franklin, Louisiana aanvallen. Generaalmajoor Richard Taylor kreeg voortdurend informatie van zijn cavalerie. Hij wist dat de vijand bij Franklin geland was. Om niet ingesloten te geraken tussen de twee Noordelijke eenheden, besliste hij om zijn mannen terug te trekken uit Fort Bisland. In de ochtend van 14 april bevond Taylor en zijn mannen zich op 1,5 km van Franklin, in Nerson’s Woods. De voorhoede van Grovers divisie stootte op Taylors mannen. De vuurgevechten begonnen. Door de felle aanvallen van de Zuidelijken moest Grover zich terugtrekken. De kanonneerboot ‘Diana’ stelde zich op aan de rechterflank en opende het vuur op de Noordelijken. Grover had toch nog altijd de overhand. Taylor wilde geen geregelde slag riskeren en trok zich terug. Grovers mannen hadden hierdoor een belangrijke strategische overwinning behaald. Samen met de inname van Fort Bisland lag de weg open naar het westen van Louisiana.